# ضفائر معدية
الضَّفائِرُ المَعِدِيَّة أو الضَّفَائِرُ الإكْلِيْلِيَّةُ المَعِدِيَّة هي ضفائر عصبية تُرافق الشريان المعدي الأيسر على طول الانحناء الصغير للمعدة، لتنضم إلى فروع من العصب المبهم الأيسر.

## صور إضافية

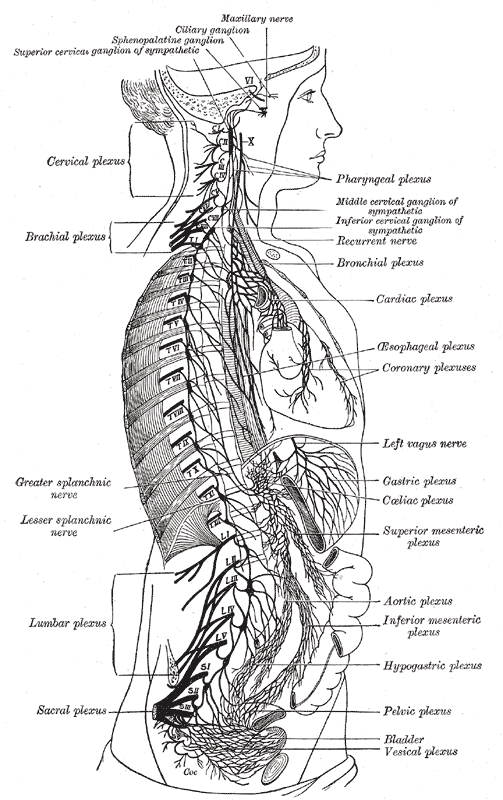
السلسلة الودية اليُمنى وارتباطها بالضفائر الصدرية، البطنية وضفائر الحوض.

## روابط خارجية
- Csendes، A؛ Smok، G؛ Braghetto، I؛ González، P؛ Henríquez، A؛ Csendes، P؛ Pizurno، D (1992). "Histological studies of Auerbach's plexuses of the oesophagus, stomach, jejunum, and colon in patients with achalasia of the oesophagus: correlation with gastric acid secretion, presence of parietal cells and gastric emptying of solids". Gut. ج. 33: 150–4. DOI:10.1136/gut.33.2.150. PMC:1373920. PMID:1541407.